# Le Monastère
Le Monastère település Franciaországban, Aveyron megyében. Lakosainak száma 2301 fő (2022. január 1.). Le Monastère Flavin, Olemps, Rodez és Sainte-Radegonde községekkel határos.

## Népesség
A település népessége az elmúlt években az alábbi módon változott:
| Lakosok száma | 937  | 1256 | 1579 | 2060 | 2126 | 2185 | 2283 | 2284 | 2306 | 2301 |
|               | 1968 | 1982 | 1990 | 2006 | 2013 | 2015 | 2017 | 2019 | 2020 | 2022 |